# 스즈키 유스케
스즈키 유스케(일본어: 鈴木 祐輔, 1982년 5월 19일 ~ )는 일본의 전 축구 선수이다.

## 구단 경력
과거 로아소 구마모토, AC 나가노 파르세이루, FC 마치다 젤비아, 카마타마레 사누키, SC 사가미하라에서 활동하였다.